# Kenroku-en

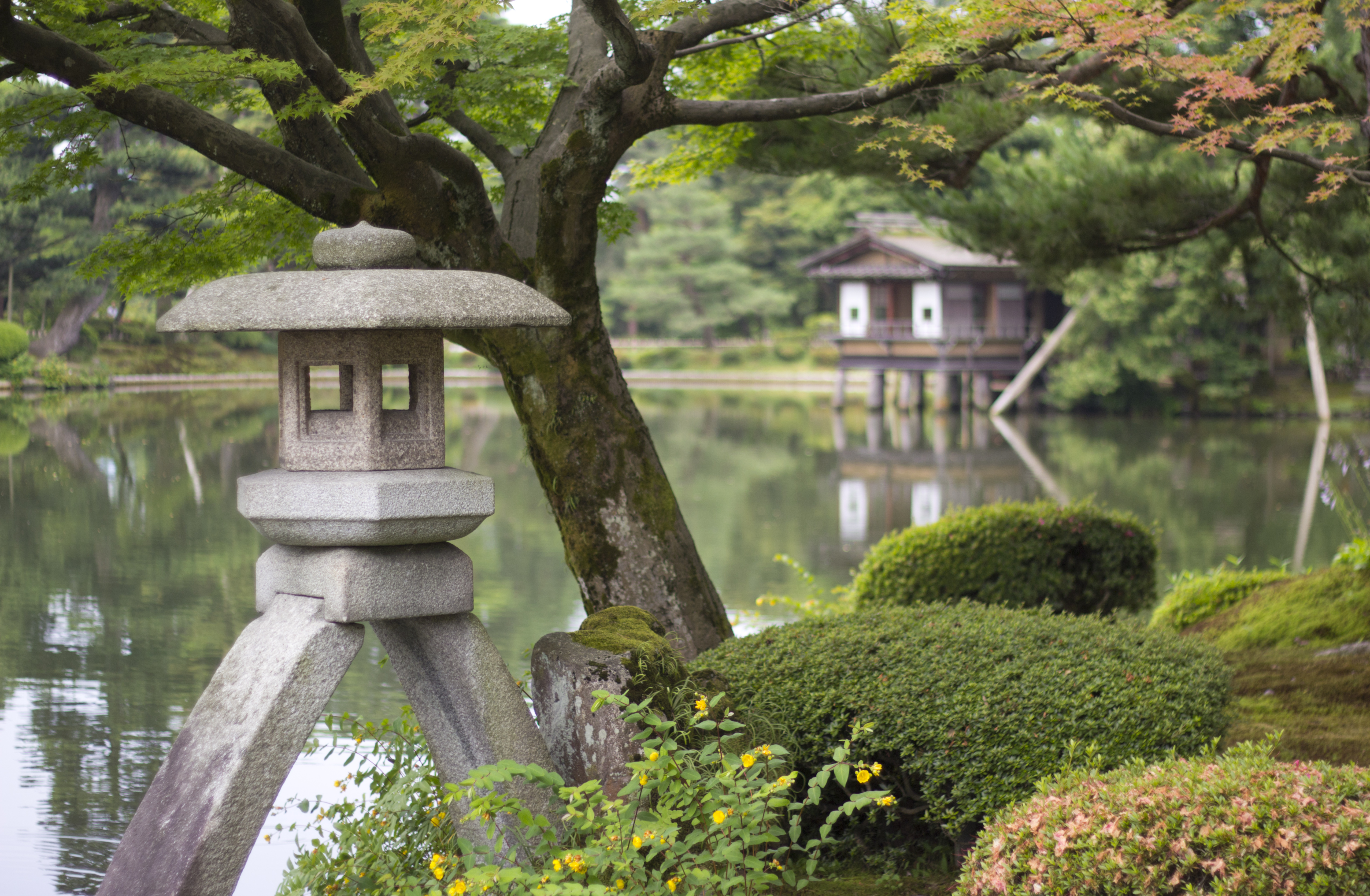
O Kotoji Toro, uma lanterna de pedra de duas pernas que é um dos símbolos mais conhecidos do Kenrokuen

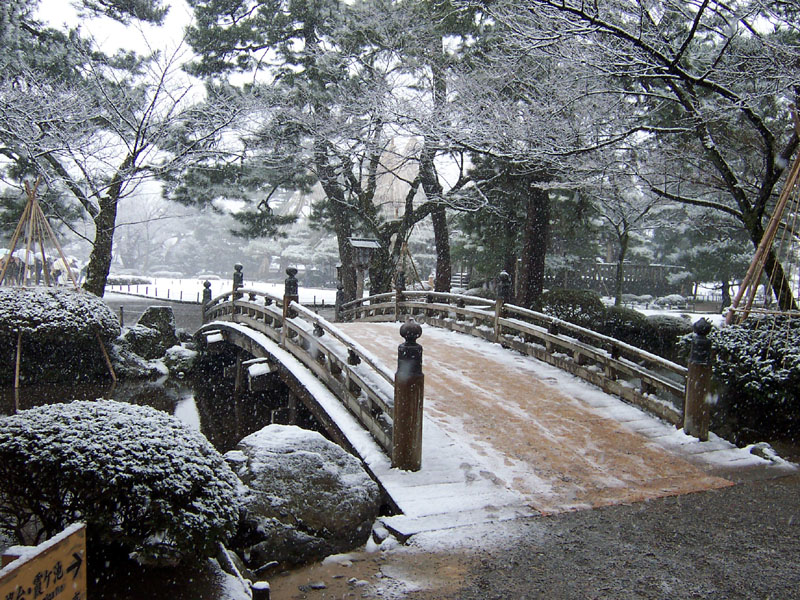
Vista da ponte, dezembro

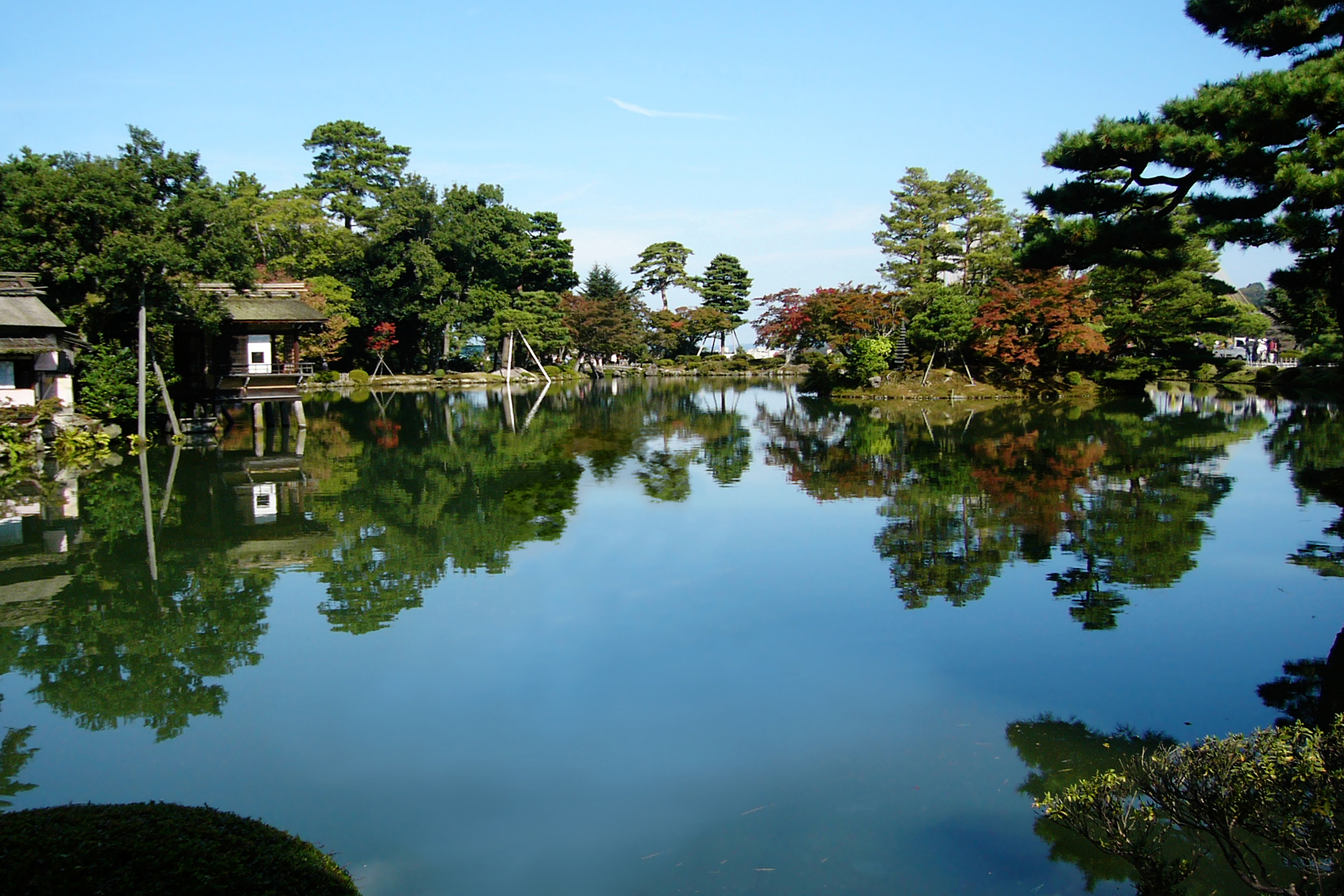
Lagoa Kasumi, Novembro.

O Kenroku-en (兼六園, Jardim de Seis Atributos), localizado em Kanazawa, província de Ishikawa, Japão, é um antigo jardim privado. Junto com o Kairaku-en e Koraku-e, o Kenroku-en é um dos Três Grandes Jardins do Japão.
Os jardins estão abertos o ano todo durante o dia e eles são famosos por sua beleza em todas as estações; uma taxa de ingresso é cobrada.

## História
O Kenroku-en foi desenvolvido da década de 1620 a 1840 pelo clã Maeda, o daimyo que dominava o antigo domínio de Kaga.
Apesar de a data do desenvolvimento inicial  em que o jardim seria conhecido como Kenrokuen ser incerta, uma versão das origens do jardim pode ser a da conclusão do canal de água Tatsumi em 1632 por Maeda Toshitsune, o  terceiro daimyo do poderoso clã Maeda e governante do domínio de Kaga de 1605 a 1639 – visto que este recurso foi mais tarde incorporado na criação dos cursos de água sinuosos do jardim em 1822.
Por outra lado, outra versão sobre a criação do jardim é a de que ”ele se originou quando o quinto Senhor Tsunamori (1645-1723) construiu em 1676 a casa Renchiochin na encosta de frente para o Castelo de Kanazawa, dando ao jardim o nome de Renchitei”, também pronunciado Renchi-tei, que significa lagoa de lótus.
Pouco é conhecido sobre o Renchitei nos anos após em que recebeu o nome, principalmente por cerca de 80 anos após sua criação, quando o jardim foi destruído por um grande incêndio em 1759. No entanto, sabe-se por documentos do período que antecedem o incêndio, que o jardim frequentemente foi usado por sucessivos senhores feudais e servos para "diferentes banquetes como para a contemplação da lua. desfrutando as folhas coloridas, e admirando os cavalos".  Além disso, a lenda local sugere que o Poço Sagrado de Kenrokuen – sem dúvida o objeto mais antigo no jardim se a lenda for verdadeira – sugere que:
1 200 anos atrás um camponês chamado Togoro parou de lavar suas batatas no poço. Repentinamente, flocos de ouro começaram a borbulhar do
poço, dando a Kanazawa – que significa ‘pântano de ouro‘ – seu nome. A água do poço corre para a base de purificação perto do templo
xintoísta, e muitas pessoas vêm para o Poço Sagardo para pegar água para a cerimônia do chá.
A casa de cháShigure-tei – construída em 1725 – sobreviveu miraculosamente ao incêndio de 1759, e ela oferece evidência que não apenas a cerimônia do chá estava presente antes do incêndio, mas mais importante, que existia uma cultura associada com esse ritual elaborado visto que que ele teve um efeito significativo no projeto do jardim. Após o incêndio, a casa de chá continuou a ser usada e foi completamente reformada durante o período Meiji. Ela pode ainda ser vista hoje na seção Renchitei do jardim.
Outro objeto que existia no jardim antes do incêndio de 1759 era o Pagode de Kaisekito, que atualmente se situa no Jardim Kenrokuen na ilha perto do centro da Lagoa Hisago-ike. Não apenas este objeto é de considerável interesse devido às teorias que sugeriram sua origem, mas ele também exige uma consideração devido ao fato de que “ele foi erguido pelo terceiro senhor Toshitsune”,  que viveu de 1594-1658, visto que ele fornece evidência que talvez antecedeu a criação inicial do Jardim Renchitei. Obviamente, isto depende das interpretações quanto ao momento em que o jardim foi inicialmente criado, juntamente com duas teorias quanto à sua origem. A primeira teoria sugere que ele era antigamente uma parte de um “pagode de 13 andares que uma vez esteve no jardim Gyokusen-in no Castelo de Kanazawa.”  A segunda teoria é um pouco mais interessante que a primeira, visto que ela sugere que o pagode foi “trazido da Coreia por Kato Kiyomasa quando ele voltou de uma incursão militar lá, e foi apresentado por Toyotomi Hideyoshi, e depois repassado por ele para o primeiro Senhor [Maeda] Toshiie.” Como essas incursões militares por Kato Kiyomasa provavelmente ocorreram entre 1592-1598, e que Hideyoshi morreu em 1598, pode-se afirmar que se a segunda teoria é verdadeira, então o pagode provavelmente entrou no Japão para as mãos de Maeda Toshiie no período 1592-1598. Além disso, ambas as teorias sobre sua origem poderia ser verdadeiras, o que levaria a uma terceira teoria por trás da origem do pagode. Talvez, Maeda Toshiie recebeu de Hideoyshi um pagode 13 andares, colocado no jardim Gyokusen-in no Castelo de Kanazawa, e um daimiô posteriormente colocou o pagode onde ele permanece hoje em sua forma atual. No entanto, como não nenhuma evidência dessa terceira teoria, essas afirmações não podem ser comprovadas.
O jardim localiza-se for a dos portões do Castelo de Kanazawa, onde ele originalmente formava o jardim exterior, e cobre 114.436,65 m² (mais de 25 acres). Ele começou em 1676 quando o 5º Senhor Maeda Tsunanori mudou sua administração para o castelo e começou a construir um jardim em sua vizinhança. O jardim foi, no entanto, destruído por um incêndio em 1759.
A reforma do jardim começou em 1774 pelo 11º Senhor Harunaga, que criou a Cachoeira Esmerada (Midori-taki) e o Yugao-tei, uma casa de chá. Os melhoramentos continuaram em 1822 quando o 12º Senhor Narinaga criou córregos sinuosos com a retirada de água da Hidrovia do Tatsumi. O 13º Senhor Nariyasu posteriormente adicionou mais córregos e expandiu a Lagoa Kasumi. Com isto, a forma atual do jardim foi completa. O jardim abriu para o público em 7 de maio de 1874.
O jardim recebeu seu nome por Matsudaira Sadanobu a pedido de Narinaga. Seu nome derivou do "Crônicas dos Famosos Jardins Luoyang" (洛陽名園記), um livro do poeta chinês Li Gefei (李格非), que fala sobre os seis atributos de uma paisagem perfeita: espaço, reclusão, artifício, antiguidade, hidrovias e panoramas.

## Caracaterísticas
O Kenroku-en contém cerca de 8 750 árvores e 183 espécies de plantas no total. Entre os pontos de especial interesse do jardim estão:
- a fonte mais antiga do Japão, operando por uma pressão natural de água.[8]
- Yūgao-tei, uma casa de chá, a construção mais antiga no jardim, construída em 1774
- Shigure-tei, uma casa de repouso que foi originalmente construída pelo 5º Senhor Tsunanori, reconstruída em 2000
- Pinheiro de Karasaki, plantado da semente do 13º Senhor Nariyasu de Karasaki, perto do Lago Biwa.
- Kotoji-tōrō, uma lanterna de pedra com duas pernas, que se assemelha a uma ponte sobre um koto. Esta lanterna é emblemática do Kenroku-em e do Kanazawa.
- Ponte do Ganso Voando (Gankō-bashi), feita de onze pedras vermelhas, dispostas para parecer uma formação em voo de gansos.
- Pagode Kaiseki, que teria sido doado para Maeda por Toyotomi Hideyoshi

No inverno, o parque NE famoso por seu yukitsuri — cordas unidas por um arranjo cônico para cuidadosamente apoiarem os galhos das árvores de uma forma desejável, assim protegendo as árvores de danos causados por fortes nevascas.

## Galeria

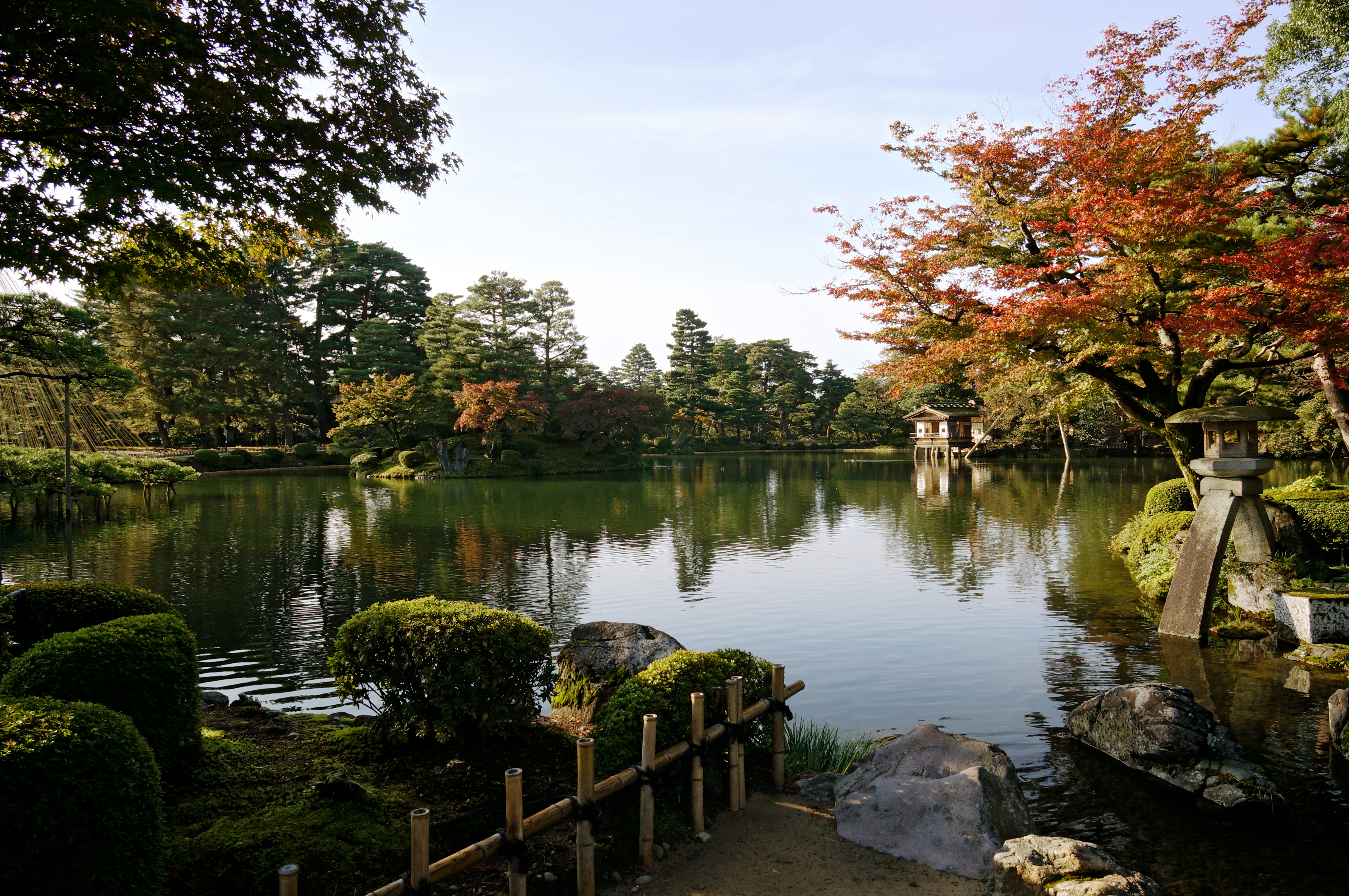
Imagem de outono da Lagoa Kasumo e da Lanterna Kotoji-tōrō.
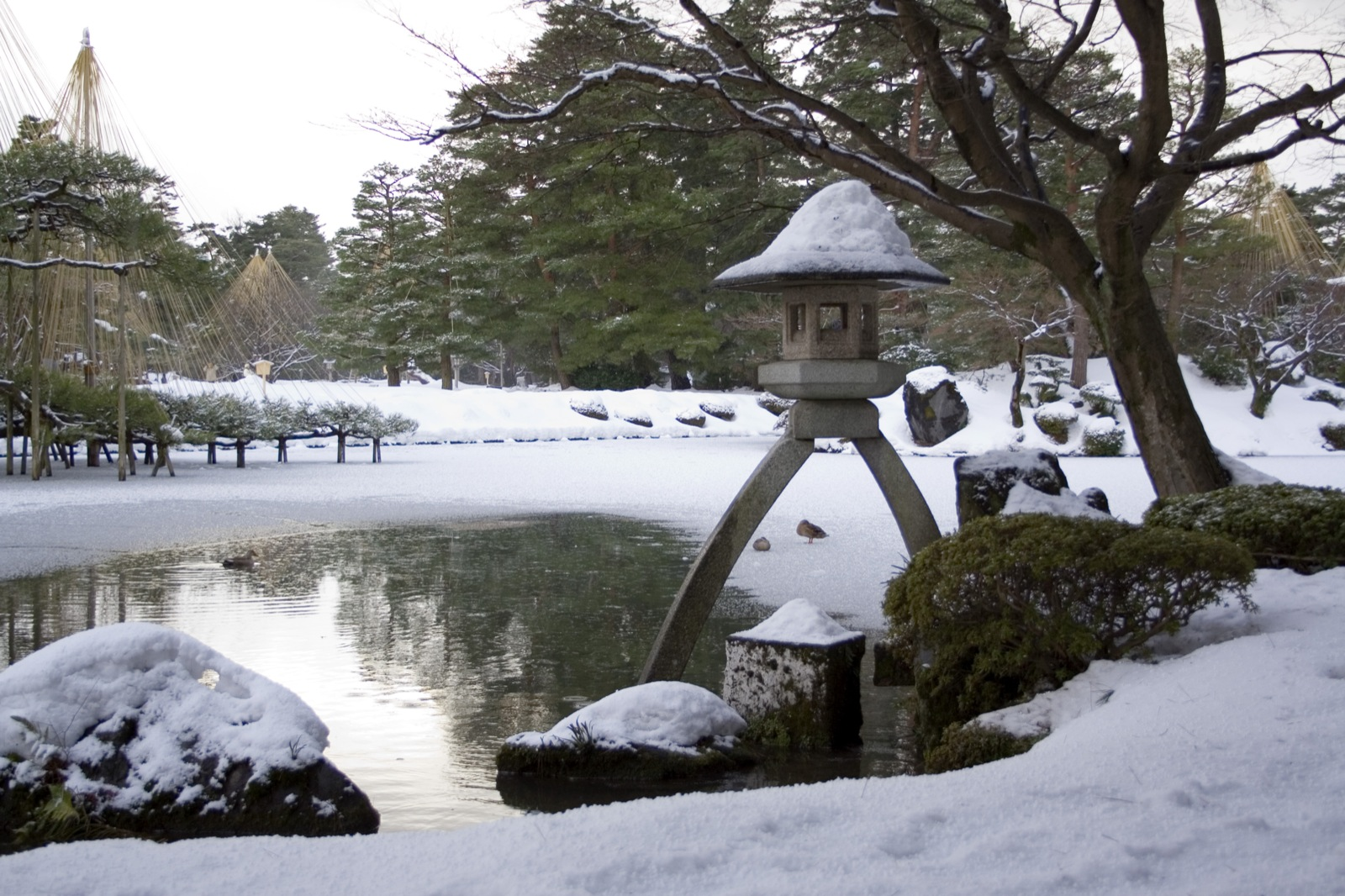
Imagem de inverno da Lago Kasumi e da Lanterna Kotoji-tōrō.
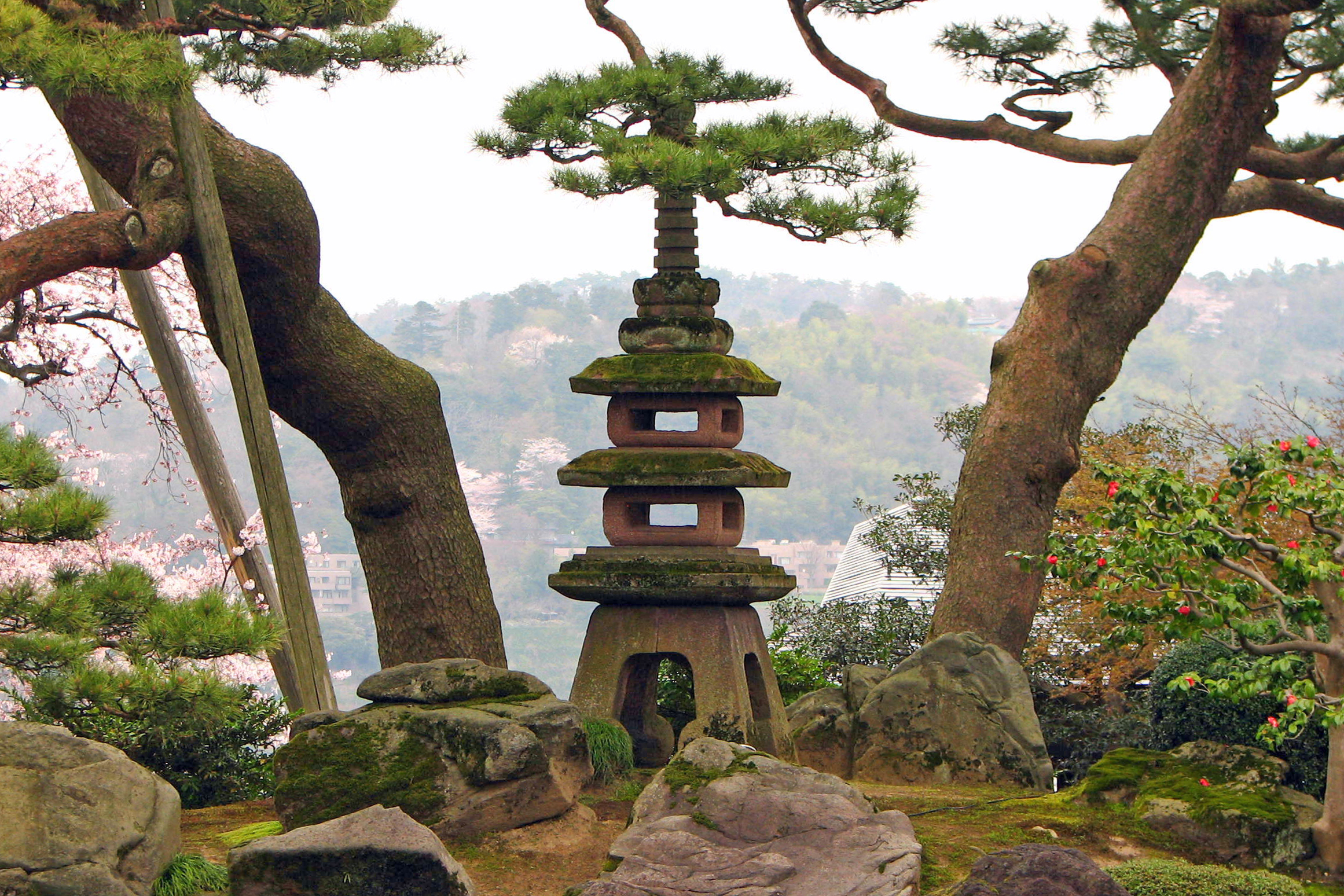
Lanterna
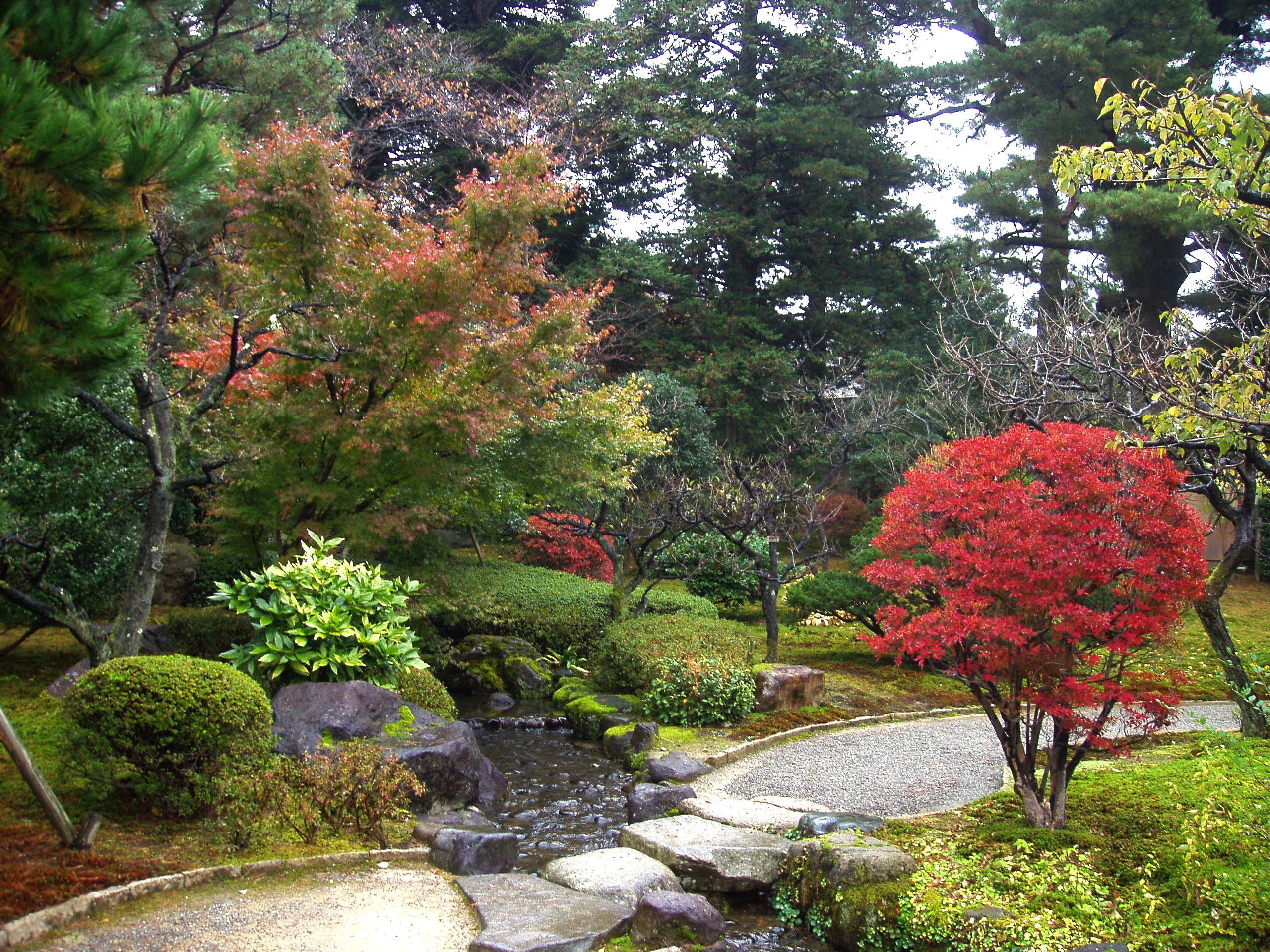
Caminho e hidrovia, meados de novembro.
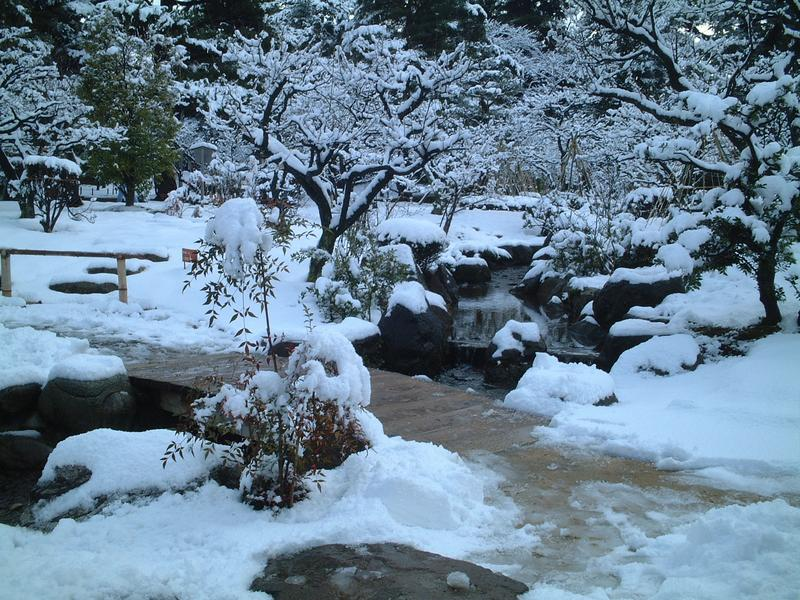
Kenroku-en coberto por neve.
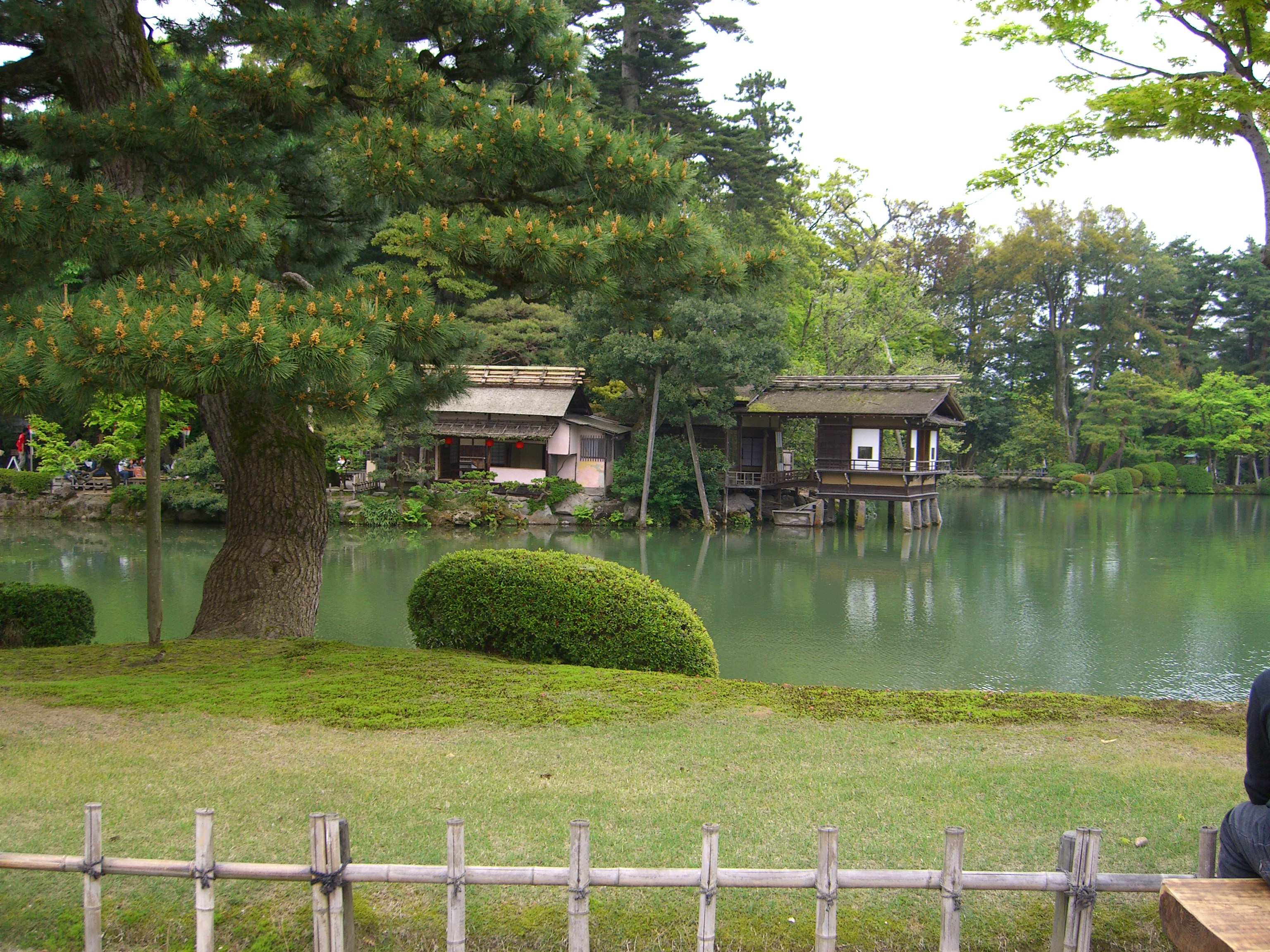
casas de chá Uchihashi-tei, Lagoa Kasumi, início de maio.
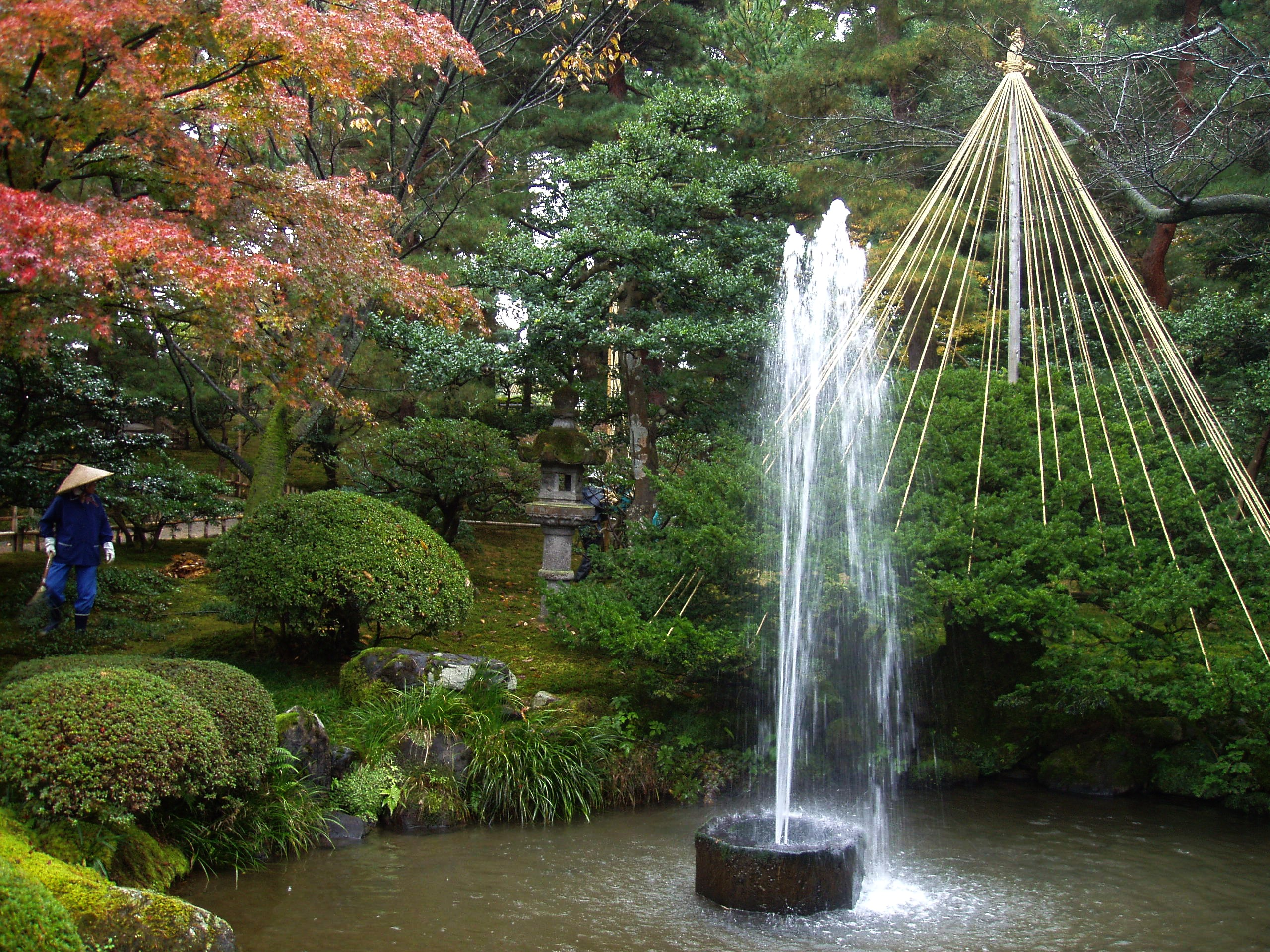
Fonte, meados de novembro.
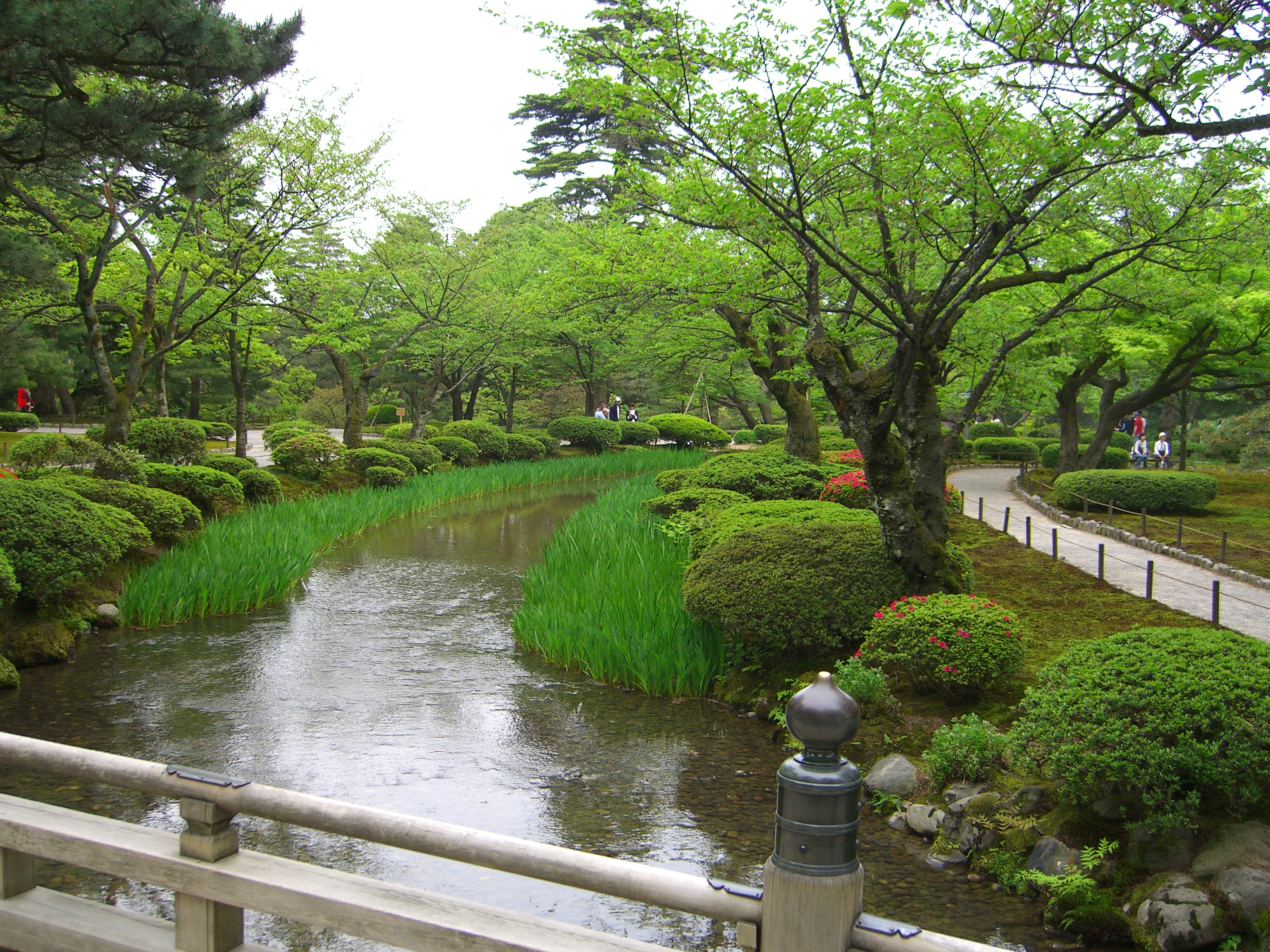
Uma vista da ponte, início de maio.
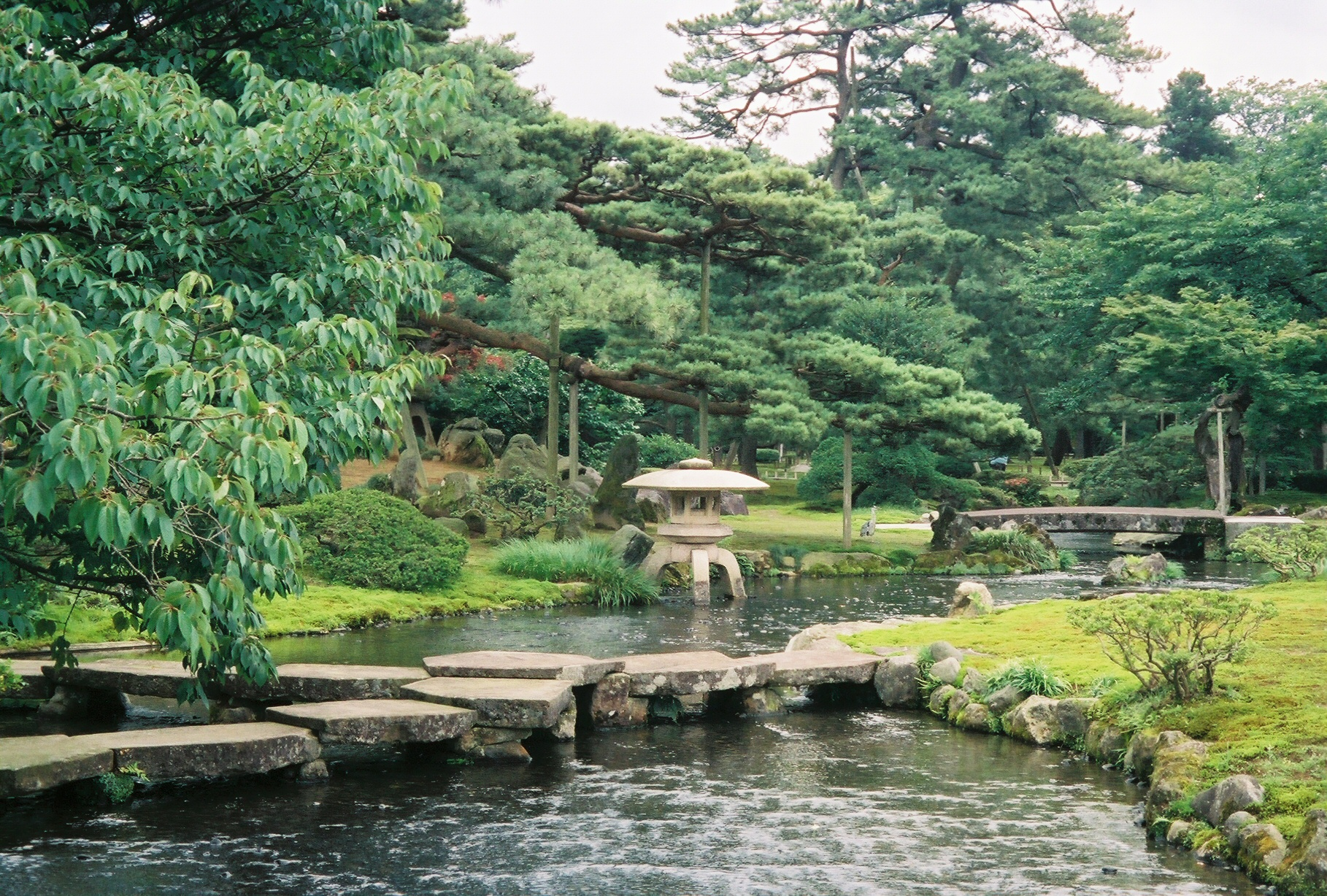
Ponte dos Gansos Voando
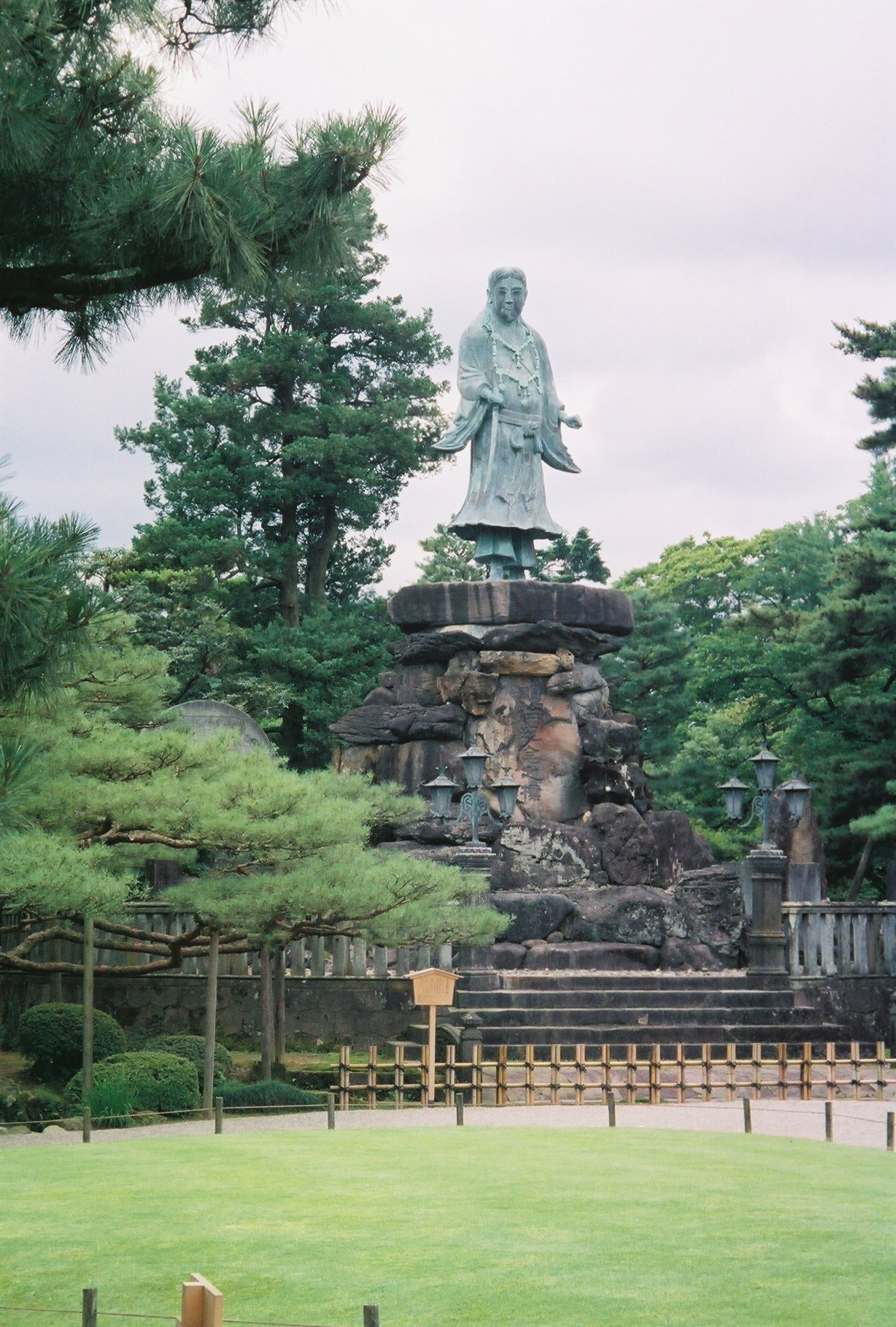
Estátua de Yamato Takeru
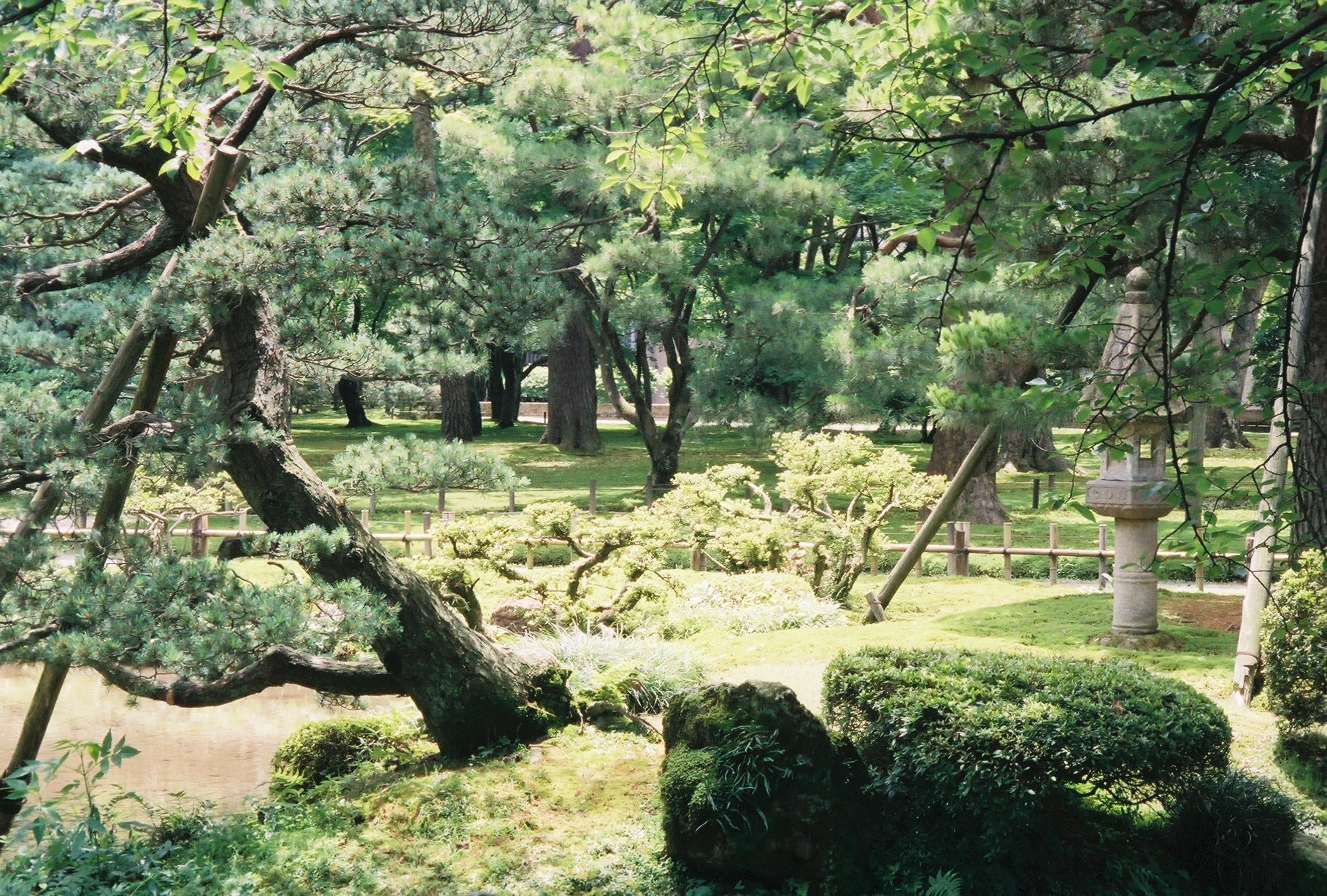
Pinheiros e lanternas
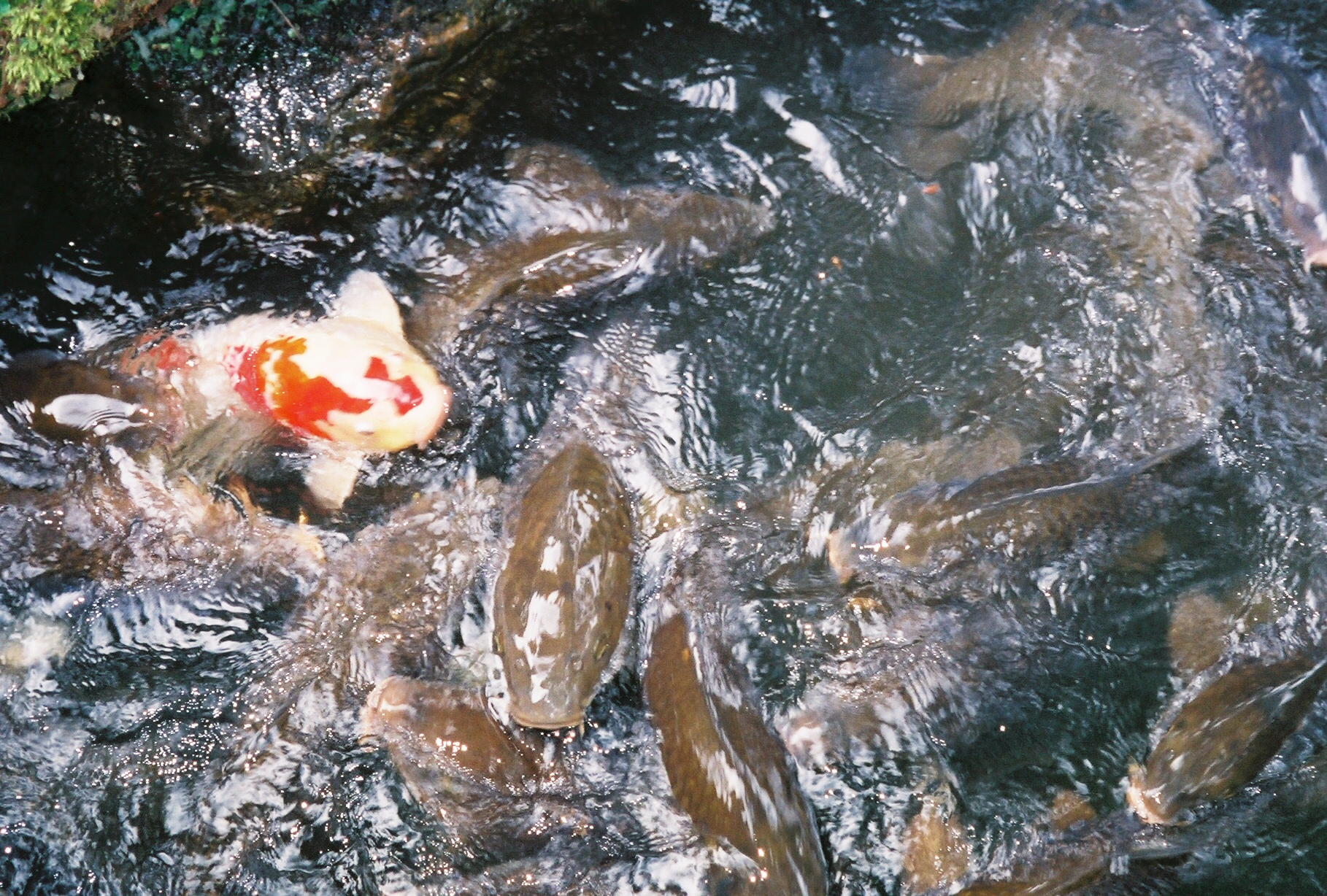
Koi disputando por comida.